# にしんそば

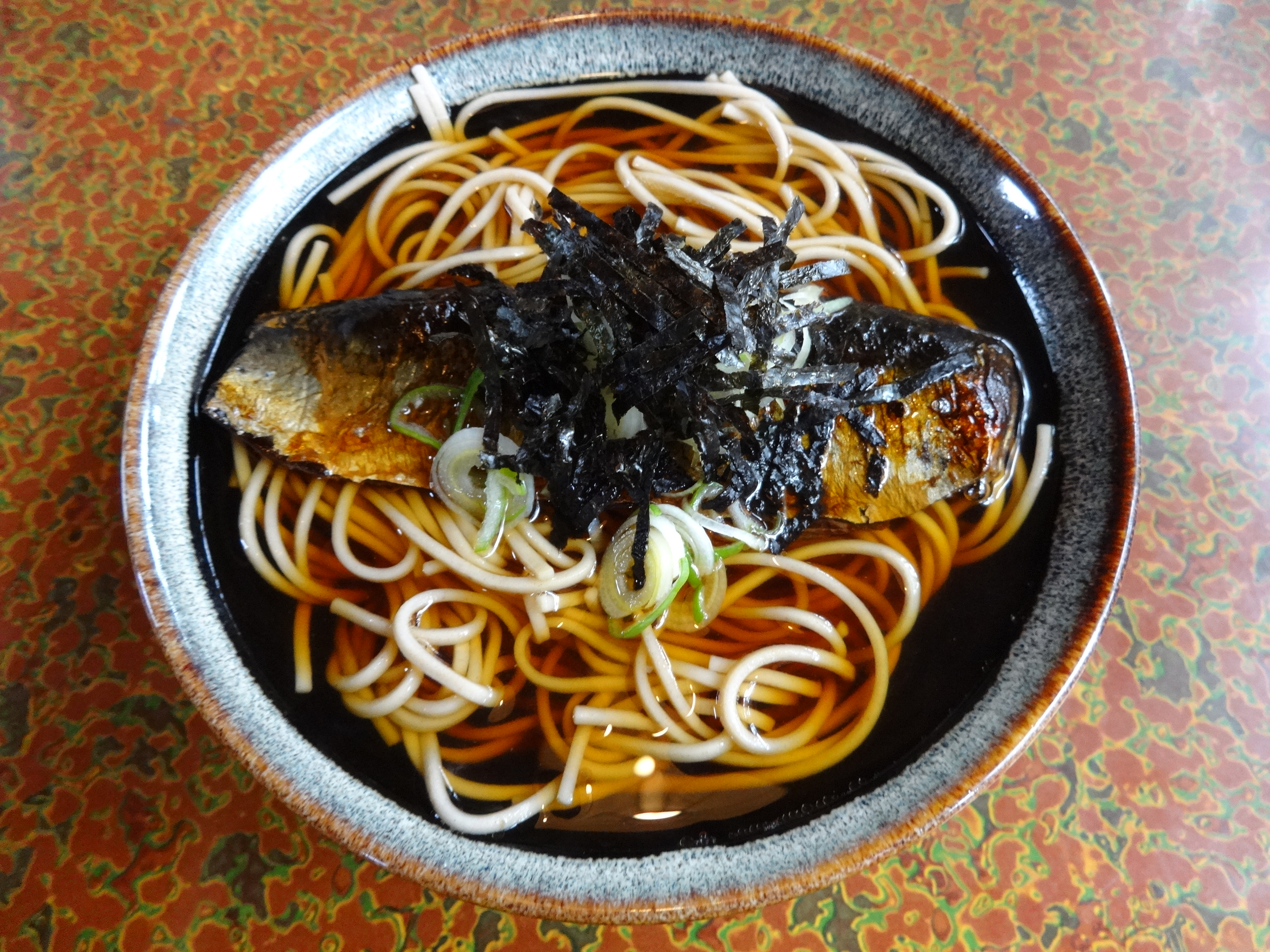
北海道江差町横山家のにしんそば

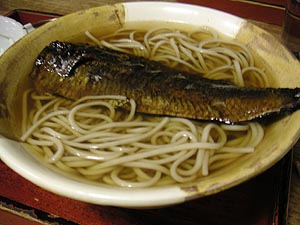
京都府京都市松葉のにしんそば

にしんそば（鰊蕎麦）は、かけそばの上に身欠きニシンの甘露煮を載せたもの。種物そばの一種で、北海道および京都府の名物料理となっている。

## 概要
身欠きニシンを扱ったニシン料理の一つである。
江戸時代より、蝦夷地（現在の北海道）はニシンの漁で繁栄していた。冷凍・冷蔵技術や輸送技術が未発達だった当時、水揚げされたニシンは乾燥品の身欠きニシンに加工されたのち、北前船などの海路で本州に移出されて流通し、長期保存が可能な海産物として重宝されていた。

## 北海道

### 特徴
- かけそばにニシンの甘露煮を乗せたものである。
- 汁は道内の他の地域と同様に関東風で、濃口醤油の濃い色をしており、出汁も濃いのが特徴である。
- ネギは北海道をはじめ東日本で一般的に使用される白ネギ（根深ネギ）である。
- 江差町横山家のものには刻み海苔が添えられており、江差町の他の飲食店でも刻み海苔や焼き海苔を添える例が多い。なお、添えない店もある。

### 江差町
ニシン漁で栄えた檜山郡江差町には、200年の歴史を持つ豪商「横山家」に伝わったレシピがあり、当地での元祖と言われる。
江差町内には他にも12軒以上にしんそばを提供する飲食店があり、新たなご当地グルメであるご飯に身欠き鰊の甘露煮を載せた「史伝江差にしん丼」をも出す店も多い。江差より北前船で輸送されていたニシンが京都へ送られたとも言われる。

### 留萌市
留萌市もニシンで栄え、北前船で本州にニシン製品を移出していた経緯があり、名物蕎麦・ご当地グルメとして取り扱っている。2023年4月1日に廃止された留萌駅では、構内の立ち食いそば・うどん店でにしんそばが供されており、駅廃止後は近隣の道の駅るもいにて提供を継続している。

### 小樽市
小樽市ではにしんそばにアレンジを加えた「群来そば」が売り出されている。

## 京都府

### 特徴
- かけそばにニシンの甘露煮をトッピングしたもの。もりそばを使用して「冷やし」とする場合もある。
- 汁は関西風の薄い色。鰹節、薄口醤油と昆布を使った味付けの出汁が特徴である。
- ネギは関西で一般的な青ネギ（九条ネギ）を刻んで使用している。

### 京都市
1861年に創業の芝居茶屋でもともと四条通を隔てた北座にあったが、1882年（明治15年）に二代目の松野与三吉がにしんそばを発案し、南座の一角に場所を移して、屋号を松葉とした。松葉は、他店では少ない冷やしにしんそば、冷にしんおろしそば、にしん丼も提供している。
もともと北海道から輸送されたニシンを使用した名物蕎麦として知られる。山に囲まれた京都市は、乾燥させた保存食を戻して使う技術も進歩し、棒鱈を戻した芋棒もそのようにして出来た料理のひとつである。現在、市内および近隣の市町のうどん店、蕎麦店の多くで提供されている。また、鰊の甘露煮は食品店でも売られており、京都市民は年越し蕎麦としてにしんそばを食べることも多い。

## 他の地域
京都市に近い滋賀県大津市をはじめ、飛騨高山、JR福井駅とJR立川駅の立ち食いそばなど、他地域でも個別のそば店では提供している例がある。
鰊漬けが名物の福島県会津地方では、蕎麦にニシンの天麩羅を載せることがある。
東洋水産は2014年10月、カップ麺「マルちゃん おそば屋さんのにしんそば」を日本全国で発売した。

## 画像

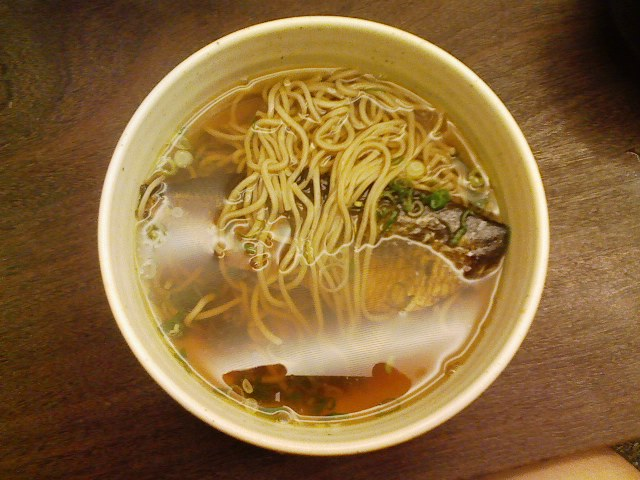
京都市味味香のにしんそば
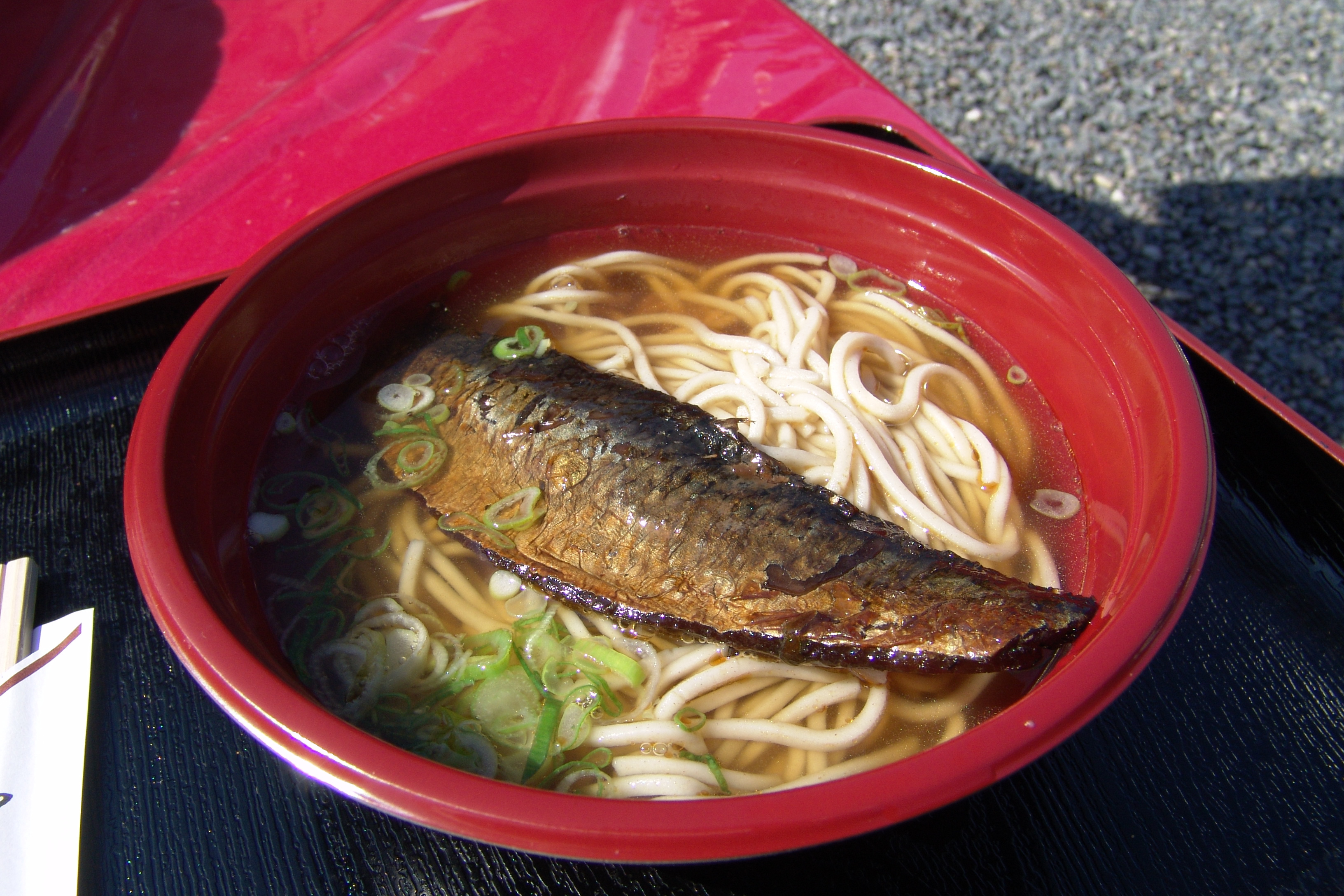
京都市中京区二条城のにしんそば
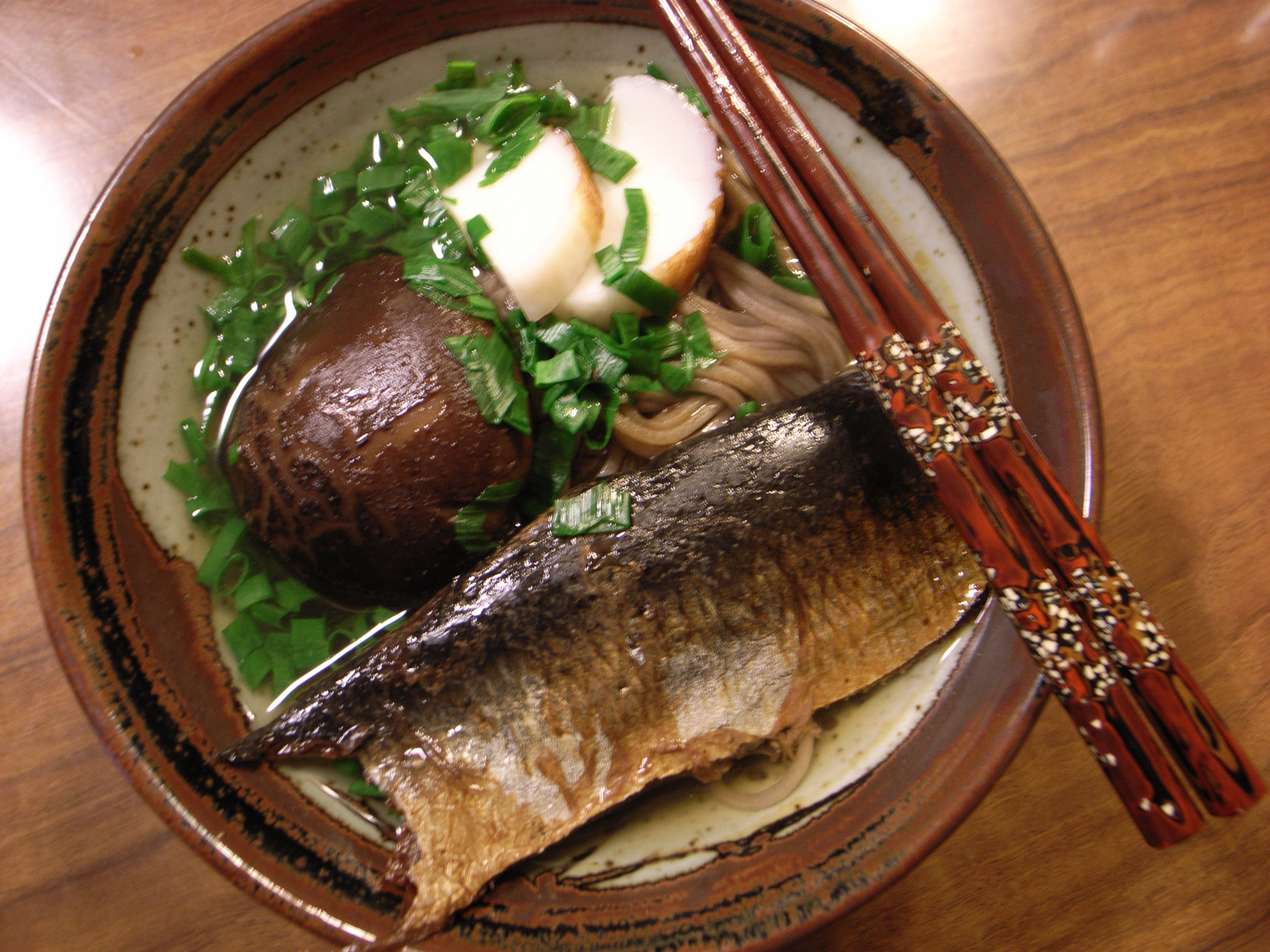
京都市のしいたけ、蒲鉾入りのにしんそば
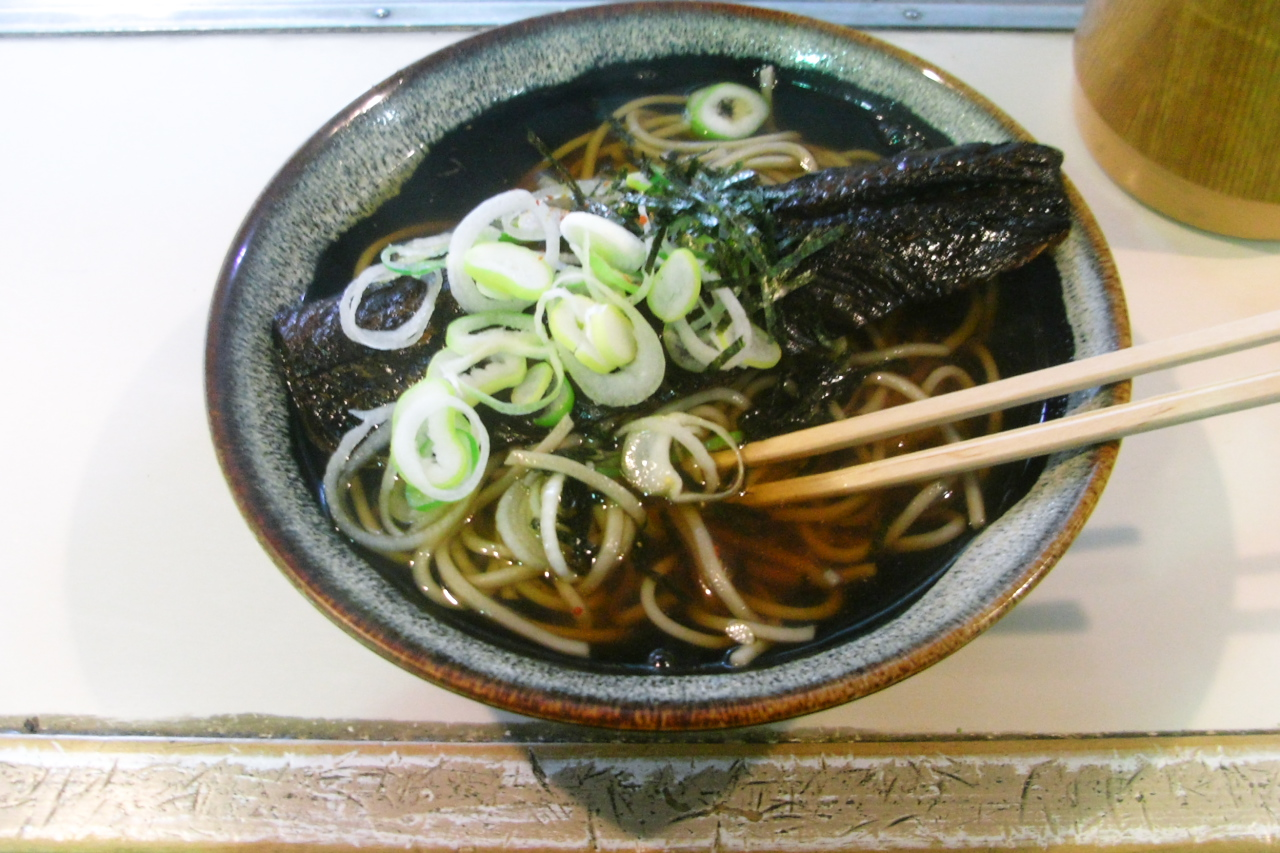
新潟県燕三条駅のにしんそば